# Maria Stürzebecher
Maria Stürzebecher (* 15. November 1974 in Erfurt) ist eine deutsche Kunsthistorikerin, Dozentin und wissenschaftliche Publizistin zu jüdischer Kultur und Geschichte. Sie ist Kuratorin der Alten Synagoge Erfurt und Beauftragte für das Erfurter UNESCO-Weltkulturerbe.

## Leben
Maria Stürzebecher wuchs in der Umgebung von Erfurt auf. Sie legte 1993 am Heinrich-Mann-Gymnasium Erfurt das Abitur ab. Nach einem Magisterstudium an der Universität Jena mit den Fächern Klassische Archäologie, Alte Geschichte und Soziologie wurde sie 2009 im Fach Kunstgeschichte mit einer Arbeit über den Jüdischen Schatz von Erfurt am Lehrstuhl für Mittelalterliche Geschichte und Landesgeschichte der Universität Erfurt promoviert. Sie arbeitete zwischen 2007 und 2009 am Ausstellungskonzept des Museums Alte Synagoge Erfurt mit.
2009 wurde sie an der Seite von Sarah Laubenstein Beauftragte der Stadt Erfurt für das UNESCO-Welterbe. In Vorbereitung der UNESCO-Bewerbung befasste sie sich mit der wissenschaftlichen Grundlagenforschung zu den Zeugnissen jüdischen Lebens im Mittelalter bis zur Vertreibung der Juden im 15. Jahrhundert. Im Kern der Bewerbung um den Titel „Welterbe“ stehen die Alte Synagoge, eine der ältesten erhaltenen aus dem Mittelalter in Europa, die Mikwe und das Steinerne Haus, ein jüdisches Bürgerhaus aus dem 13. Jahrhundert, dessen Geschichte zusammen mit dem Thüringischen Landesamt für Denkmalpflege und Archäologie in Erfurt rekonstruiert wurde. Einige der Forschungsergebnisse versammelt die Buchreihe Erfurter Schriften zur jüdischen Geschichte, die Stürzebecher herausgibt. 2014 wurden die historischen Stätten in die deutsche Vorschlagsliste der Weltkulturstätten aufgenommen und auf der 45. Sitzung des Welterbekomitees unter dem Titel „Das Jüdisch-Mittelalterliche Erbe in Erfurt“ am 17. September 2023 in die UNESCO-Welterbeliste aufgenommen.
Seit 2019 ist Stürzebecher Kuratorin der Alten Synagoge Erfurt. Zusammen mit Maike Lämmerhirt vom Historischen Seminar der Universität Erfurt kuratierte sie die Sonderausstellung Gekommen um zu bleiben? Die zweite jüdische Gemeinde in Erfurt 1354 – 1454, die Zeugnisse und Originalexponate aus dem 14. und 15. Jahrhundert zeigte. Mittelpunkt der Ausstellung war der 2012 gefundene Schlussstein, der einzige Überrest der zweiten Erfurter Synagoge. Eine weitere Sonderausstellung war 2022 Inter Judeos – Das mittelalterliche jüdische Quartier in Erfurt, die sie als Stadtrundgang gestaltete, der zu 17 Orten in der Erfurter Innenstadt führte.
Stürzebecher war Mitglied im Vorstand der Universitätsgesellschaft Erfurt (2012–2021 als Vizepräsidentin) und ist Vorstandsmitglied des Fördervereins für jüdisch-israelische Kultur in Thüringen.
Sie ist verheiratet und lebt in der Nähe von Erfurt.

## Veröffentlichungen (Auswahl)
Monografien
- Erfurter Schatz. Bussert & Stadeler, Jena 2009, ISBN 978-3-932906-96-1.
- Der Schatzfund aus der Michaelisstraße in Erfurt. In: Sven Ostritz (Hrsg.): Der Schatzfund. Archäologie – Kunstgeschichte – Siedlungsgeschichte. (= Die mittelalterliche jüdische Kultur in Erfurt, Band 1), Verlag Beier & Beran, Langenweißbach 2010, ISBN 978-3-941171-20-6, S. 60–323.

Sammelbände
- Der Wolfram-Leuchter im Erfurter Dom. Ein romanisches Kunstwerk und sein Umfeld. (= Schriften des Vereins für Geschichte und Altertumskunde von Erfurt; Bd. 11). Herausgegeben mit Falko Bornschein und Karl Heinemeyer, Verlagsdruckerei Ph. Schmidt, Neustadt a.d. Aisch 2019, ISBN 978-3-96049-070-8.[14]
- Inter Judeos. Topographie und Infrastruktur jüdischer Quartiere im Mittelalter. (= Erfurter Schriften zur jüdischen Geschichte, Band 5). Herausgegeben mit Simon Paulus, Verlag Bussert & Stadeler, Jena/Quedlinburg 2019, ISBN 978-3-942115-85-8.
- Ritual objects in ritual contexts.  (= Erfurter Schriften zur jüdischen Geschichte, Band 6). Herausgegeben mit Claudia D. Bergmann, Verlag Bussert & Stadeler, Jena/Quedlinburg 2020, ISBN 978-3-942115-82-7.

Beiträge in Zeitschriften
- Disappearance on Display: Vanished Torah Arks in Medieval Synagogues and Their Presentation. In: Arts. Band 9, Nr. 2, 2020, S. 61, doi:10.3390/arts9020061.
- Das jüdische Erbe in Erfurt nach 1989. (Wieder-)Entdeckung und Erschließung. In: Theologie der Gegenwart. 3/2020, S. 173–179.
- Jewish Wedding Rings with Miniature Architecture from Medieval Europe. In: Arts, Special Issue Medieval Finger Rings from Christian and Jewish Contexts, 2022, S. 131; https://doi.org/10.3390/arts11060131